# Municipio de Lincoln (condado de Republic)
El municipio de Lincoln (en inglés: Lincoln Township) es un municipio ubicado en el condado de Republic en el estado estadounidense de Kansas. En el año 2010 tenía una población de 98 habitantes y una densidad poblacional de 1,06 personas por km².

## Geografía
El municipio de Lincoln se encuentra ubicado en las coordenadas 39°41′51″N 97°38′57″O / 39.69750, -97.64917. Según la Oficina del Censo de los Estados Unidos, el municipio tiene una superficie total de 92.2 km², de la cual 91,98 km² corresponden a tierra firme y (0,24 %) 0,22 km² es agua.

## Demografía
Según el censo de 2010, había 98 personas residiendo en el municipio de Lincoln. La densidad de población era de 1,06 hab./km². De los 98 habitantes, el municipio de Lincoln estaba compuesto por el 98,98 % blancos, el 1,02 % eran afroamericanos. Del total de la población el 2,04 % eran hispanos o latinos de cualquier raza.